# پدی مک‌کارتی
پدی مک کارتی (انگلیسی: Paddy McCarthy؛ زادهٔ ۳۱ مهٔ ۱۹۸۳) بازیکن سابق و مربی فوتبال اهل جمهوری ایرلند است.
از باشگاه‌هایی که در آن بازی کرده‌است می‌توان به چارلتون اتلتیک، منچستر سیتی، پرستون نورث اند، شفیلد یونایتد، بوستون یونایتد، نوتس کانتی، لستر سیتی، کریستال پالاس و بولتون واندررز اشاره کرد.
وی همچنین در تیم‌های ملی فوتبال زیر ۱۷ سال جمهوری ایرلند، زیر ۲۱ سال جمهوری ایرلند و جمهوری ایرلند بی بازی کرده‌است.